# Nyctemera fuscipennis
Nyctemera fuscipennis är en fjärilsart som beskrevs av Hans Daniel Johan Wallengren 1880. Nyctemera fuscipennis ingår i släktet Nyctemera och familjen björnspinnare. Inga underarter finns listade i Catalogue of Life.